# Melnick 42
Melnick 42, även känd som BAT99-105, är en ensam stjärna i 30 Doradus-komplexet (Tarantelnebulosan) i Stora magellanska molnet (LMC) i södra delen av stjärnbilden Svärdfisken. Den ligger mindre än två parsecs från mitten av R136-hopen, även om det är långt utanför den centrala kärnan. Den har en skenbar magnitud av ca 12,78 och kräver ett kraftfullt teleskop för att kunna observeras. Baserat på uppmätt parallax beräknas den befinna sig på ett avstånd av ca 163 000 ljusår (ca 49 970 parsec) från solen. Den rör sig bort från solen med en heliocentrisk radialhastighet av ca 173 km/s.

## Observation

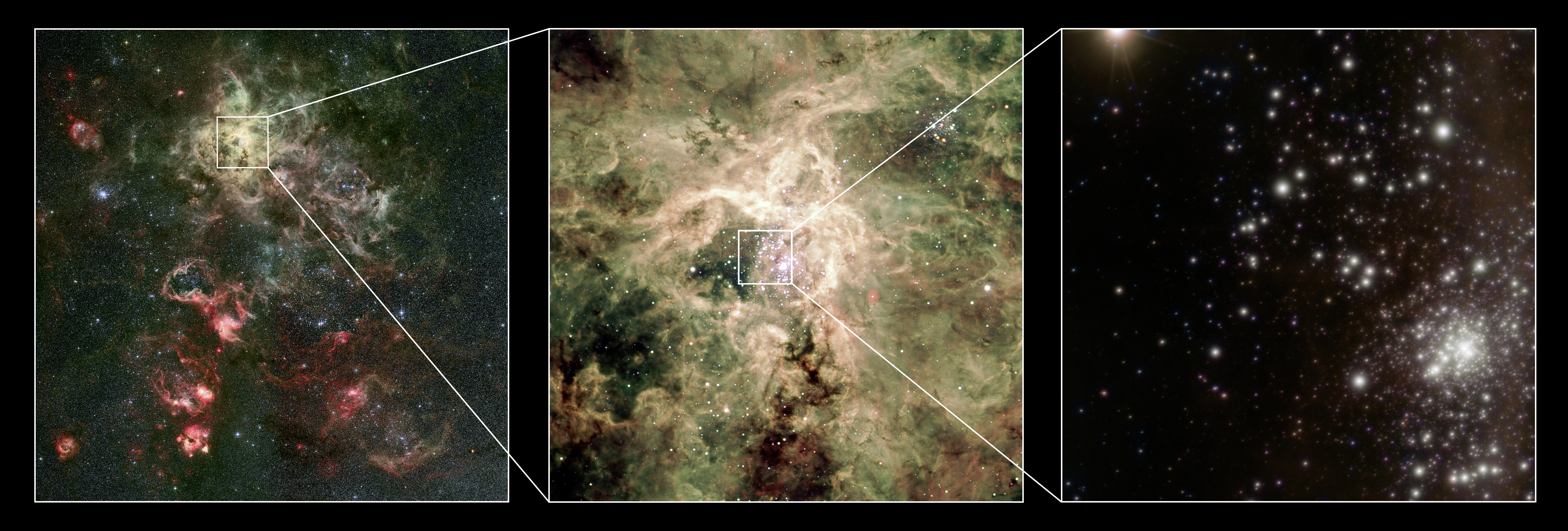
RMC 136-klustret. Melnick 42 är precis ovanför huvudklustret i bilden längst till höger.

Melnick 42 klassificerades ursprungligen som spektraltyp WN när den upptäcktes, sedan som O3 If. När slashstjärnorna definierades fick den spektraltypen O3 If */WN6. Slutligen ledde introduktionen av spektralklassen O2 och förfiningen av klassificeringar av snedstjärnor till att den märktes som O2 If*. Även om den ges en superjätte ljusstyrka, är den faktiskt en huvudseriestjärna som fortfarande har kärnfusion av väte i dess kärna. Den tros vara mindre än en miljon år gammal.

## Egenskaper

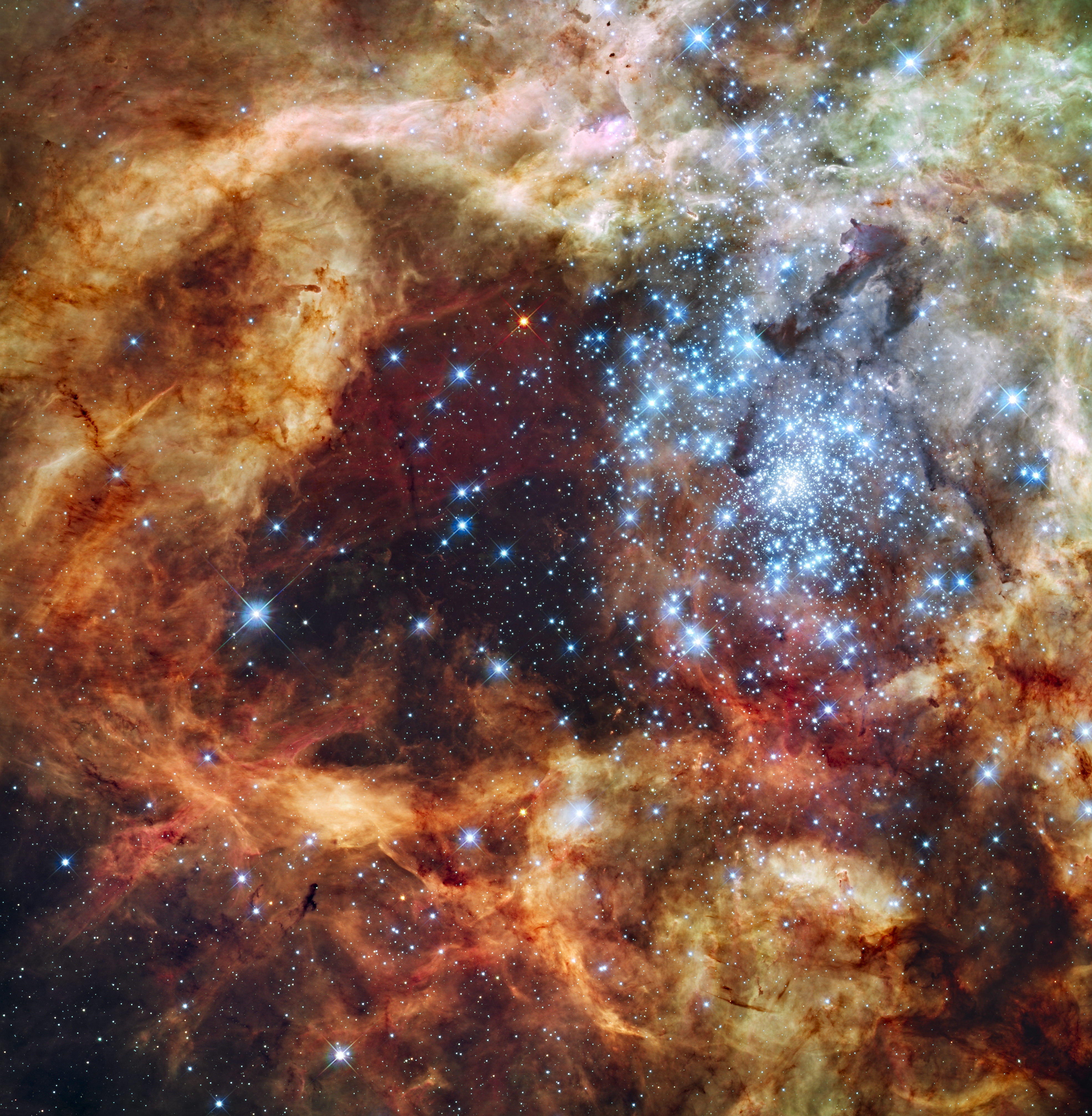
Melnick 42. Foto: Hubbleteleskopet

Primärstjärnan Melnik 42 är en blå superjättestjärna i huvudserien av spektralklass O2 If*. Den har en massa av ca 189 solmassor, en radie av ca 21 solradier och utsänder energi från dess fotosfär motsvarande ca 3600000 gånger solen vid en effektiv temperatur av ca 47 300 K. Den är en av de mest ljusstarka stjärnorna i Tarantelnebulosan.